# (12557) Caracol
(12557) Caracol (1998 QQ54) – planetoida z grupy pasa głównego asteroid okrążająca Słońce w ciągu 5,61 lat w średniej odległości 3,16 j.a. Odkryta 27 sierpnia 1998 roku.